# USS Herndon (DD-638)
Pour les autres navires du même nom, voir USS Herndon.
L'USS Herndon (DD-638) est un destroyer de classe Gleaves en service dans la Marine des États-Unis pendant la Seconde Guerre mondiale. Il fut le second navire nommé en l'honneur du commander William Lewis Herndon, officier de marine et explorateur américain décédé en 1857.
Sa quille est posée le 26 août 1941 au chantier naval Norfolk Naval Shipyard de 	
Norfolk, en Virginie. Il est lancé le 2 février 1942, parrainé par Mme Lucy Herndon Crockett (arrière-petite-nièce du commandant Herndon), et mis en service le 20 décembre 1942 sous le commandement du commander Granville A. Moore.

## Historique
Après une série d’essais en mer, il participe à des escortes de convois dans l’Atlantique, des États-Unis aux côtes algériennes. En juin 1943, il se prépare à participer à l'opération Husky au large de la Sicile durant laquelle il effectue des missions de déminage et d’appui-feu en soutien à la 7e armée du lieutenant-général George Patton et de la 8e armée du général Bernard Montgomery.
En août 1943, il reprend les missions d’escorte de transport de troupes dans l’Atlantique avant de rejoindre les côtes britanniques au printemps 1944 afin de participer à l'opération Neptune. Intégré au groupe de bombardement 125.8 (Task Force A), il traverse la Manche dans la nuit du 5 au 6 juin 1944 et escorte la flotte alliée se dirigeant vers Omaha Beach (Task Force O). Le Jour J à l’aube, il prend sous son feu les batteries allemandes dans ce secteur au profit des troupes d’assaut américaines.
Le Herndon demeure déployé dans la Manche jusqu'au 11 juillet, escortant les bâtiments de guerre de fort tonnage et patrouillant à la recherche d’éventuels navires ennemis, puis il rejoint la Méditerranée afin de participer à l'opération Anvil, le débarquement de Provence.
De retour aux États-Unis le 3 septembre afin d’effectuer des travaux au profit du Naval Research Laboratory, il effectue de nouvelles escortes en Méditerranée le mois suivant, puis dans l’Atlantique en février 1945. À cette période, il participe à l’escorte du président Roosevelt se rendant à la conférence de Yalta.
En avril 1945, l'USS Herndon rejoint les eaux du Pacifique pour de nouvelles missions d’escortes, réalisées jusqu'en septembre, puis patrouille le long de la Corée et de la Chine. À partir du 5 décembre 1945, il participe à l'opération Magic Carpet avant de rejoindre New York le 15 janvier 1946.
Placé dans l'US Navy reserve fleets le 8 mai 1946, il est mis à quai à Orange au Texas. Rayé du Naval Vessel Register le 1er juin 1971, il est coulé comme cible lors d’un tir d’entraînement effectué le 24 mai 1973 au large de la Floride.

## Décorations
Le Herndon a reçu trois Battles star pour son service dans la Seconde Guerre mondiale.